# Escrime aux Jeux paralympiques d'été de 2020
Navigation
Rio de Janeiro 2016 Paris 2024
Les épreuves d'escrime handisport des Jeux paralympiques d'été de 2020 qui devaient avoir lieu du 26 août 2020 au 30 août 2020 à Tokyo au Makuhari Messe ont été reportées en 2021.
Seize épreuves ont lieu sur les trois armes (épée, fleuret et sabre) avec l'introduction pour cette édition du sabre féminin, permettant une parité dans les épreuves. Il n'y a pas d'épreuves par équipe en sabre

## Classification
Les escrimeurs paralympiques sont classés en fonction de leur degré de handicap Le système de classification permet aux tireurs de rivaliser avec les autres avec le même niveau de fonction.
La classification des handicaps en tir. est :
- Catégorie A: athlètes avec un bon contrôle du tronc
- Catégorie B: athlètes avec une déficience qui affecte leur tronc ou leur bras d'escrime. Ils ont besoin d'un support, outre leur fauteuil, pour garder l'équilibre

Les épreuves par équipe sont ouvertes aux deux catégories.

## Calendrier
|  | Jour de compétition |  | Jour de finale | 4 | Nombre de finales |

| Fleuret | Fleuret | Fleuret |        |        |        | Indiv. | Équipe |
| Épée    | Épée    | Épée    |        | Indiv. | Équipe |        |        |
| Sabre   | Sabre   | Sabre   | Indiv. |        |        |        |        |

## Résultats

### Podiums masculins
| Épreuves                 | Or                                                   | Argent                                                          | Bronze                                                          |
| ------------------------ | ---------------------------------------------------- | --------------------------------------------------------------- | --------------------------------------------------------------- |
| Épée individuelle Cat A  | Piers Gilliver (GBR)                                 | Maksim Shaburov (RPC)                                           | Tian Jianquan (CHN)                                             |
| Épée individuelle Cat B  | Aleksandr Kuzyukov (RPC)                             | Jovane Guissone (BRA)                                           | Dimitri Coutya (GBR)                                            |
| Épée par équipes Open    | RPC Aleksandr Kuzyukov Maksim Shaburov Artur Yusupov | Chine Hu Daoliang Sun Gang Tian Jianquan                        | Grande-Bretagne Dimitri Coutya Piers Gilliver Oliver Lam-Watson |
| Fleuret individuel Cat A | Sun Gang (CHN)                                       | Richárd Osváth (HUN)                                            | Nikita Nagaev (RPC)                                             |
| Fleuret individuel Cat B | Feng Yanke (CHN)                                     | Hu Daoliang (CHN)                                               | Dimitri Coutya (GBR)                                            |
| Fleuret par équipes Open | Chine Hu Daoliang Li Hao Sun Gang                    | Grande-Bretagne Dimitri Coutya Piers Gilliver Oliver Lam-Watson | France Damien Tokatlian Maxime Valet Romain Noble               |
| Sabre individuel Cat A   | Li Hao (CHN)                                         | Artem Manko (UKR)                                               | Tian Jianquan (CHN)                                             |
| Sabre individuel Cat B   | Feng Yanke (CHN)                                     | Adrian Castro (POL)                                             | Panayiótis Triantafýllou (GRE)                                  |

### Podiums féminins
| Épreuves                 | Or                                      | Argent                                                | Bronze                                              |
| ------------------------ | --------------------------------------- | ----------------------------------------------------- | --------------------------------------------------- |
| Épée individuelle Cat A  | Amarilla Veres (HUN)                    | Rong Jing (CHN)                                       | Bian Jing (CHN)                                     |
| Épée individuelle Cat B  | Tan Shumei (CHN)                        | Viktoria Boykova (RPC)                                | Saisunee Jana (THA)                                 |
| Épée par équipes Open    | Chine Bian Jing Rong Jing Tan Shumei    | Ukraine Yevheniia Breus Olena Fedota Nataliia Mandryk | RPC Viktoria Boykova Alena Evdokimova Iuliia Maya   |
| Fleuret individuel Cat A | Gu Haiyan (CHN)                         | Nataliia Morkvych (UKR)                               | Rong Jing (CHN)                                     |
| Fleuret individuel Cat B | Beatrice Vio (ITA)                      | Zhou Jingjing (CHN)                                   | Ludmila Vasileva (RPC)                              |
| Fleuret par équipes Open | Chine Gu Haiyan Rong Jing Zhou Jingjing | Italie Ionela Mogos Loredana Trigilia Beatrice Vio    | Hongrie Gyöngyi Dani Éva Hajmási Zsuzsanna Krajniak |
| Sabre individuel Cat A   | Bian Jing (CHN)                         | Nino Tibilashvili (GEO)                               | Yevheniia Breus (UKR)                               |
| Sabre individuel Cat B   | Tan Shumei (CHN)                        | Olena Fedota (UKR)                                    | Xiao Rong (CHN)                                     |

### Tableau des médailles
| Rang  | Nation          | Or | Argent | Bronze | Total |
| ----- | --------------- | -- | ------ | ------ | ----- |
| 1     | Chine           | 11 | 4      | 5      | 20    |
| 2     | RPC             | 2  | 2      | 3      | 7     |
| 3     | Grande-Bretagne | 1  | 1      | 3      | 5     |
| 4     | Hongrie         | 1  | 1      | 1      | 3     |
| 5     | Italie          | 1  | 1      | 0      | 2     |
| 6     | Ukraine         | 0  | 4      | 1      | 4     |
| 7     | Brésil          | 0  | 1      | 0      | 1     |
| 7     | Géorgie         | 0  | 1      | 0      | 1     |
| 7     | Pologne         | 0  | 1      | 0      | 1     |
| 10    | France          | 0  | 0      | 1      | 1     |
| 10    | Grèce           | 0  | 0      | 1      | 1     |
| 10    | Thaïlande       | 0  | 0      | 1      | 1     |
| Total | Total           | 16 | 16     | 16     | 48    |